# Шлапбах, Сюзан
Сю́зан Шла́пбах (нем. Susan Schlapbach) — швейцарская кёрлингистка.

## Достижения
- Чемпионат Европы по кёрлингу: золото (1981), бронза (1982).
- Чемпионат Швейцарии по кёрлингу среди женщин: золото (1981)[2].

## Команды
| Сезон   | Четвёртый     | Третий     | Второй         | Первый          | Турниры                      |
| ------- | ------------- | ---------- | -------------- | --------------- | ---------------------------- |
| 1980—81 | Сюзан Шлапбах | Ирен Бюрги | Урсула Шлапбах | Катрин Петеранс | ЧШЖ 1981 · ЧМ 1981 (4 место) |
| 1981—82 | Сюзан Шлапбах | Ирен Бюрги | Урсула Шлапбах | Катрин Петеранс | ЧЕ 1981                      |
| 1982—83 | Сюзан Шлапбах | Ирен Бюрги | Урсула Шлапбах | Катрин Петеранс | ЧЕ 1982                      |

(скипы выделены полужирным шрифтом)